# Whittier
Whittier je město na Aljašce s 257 obyvateli (2024), většina jehož populace je soustředěna do jediné budovy.

## Obytná budova

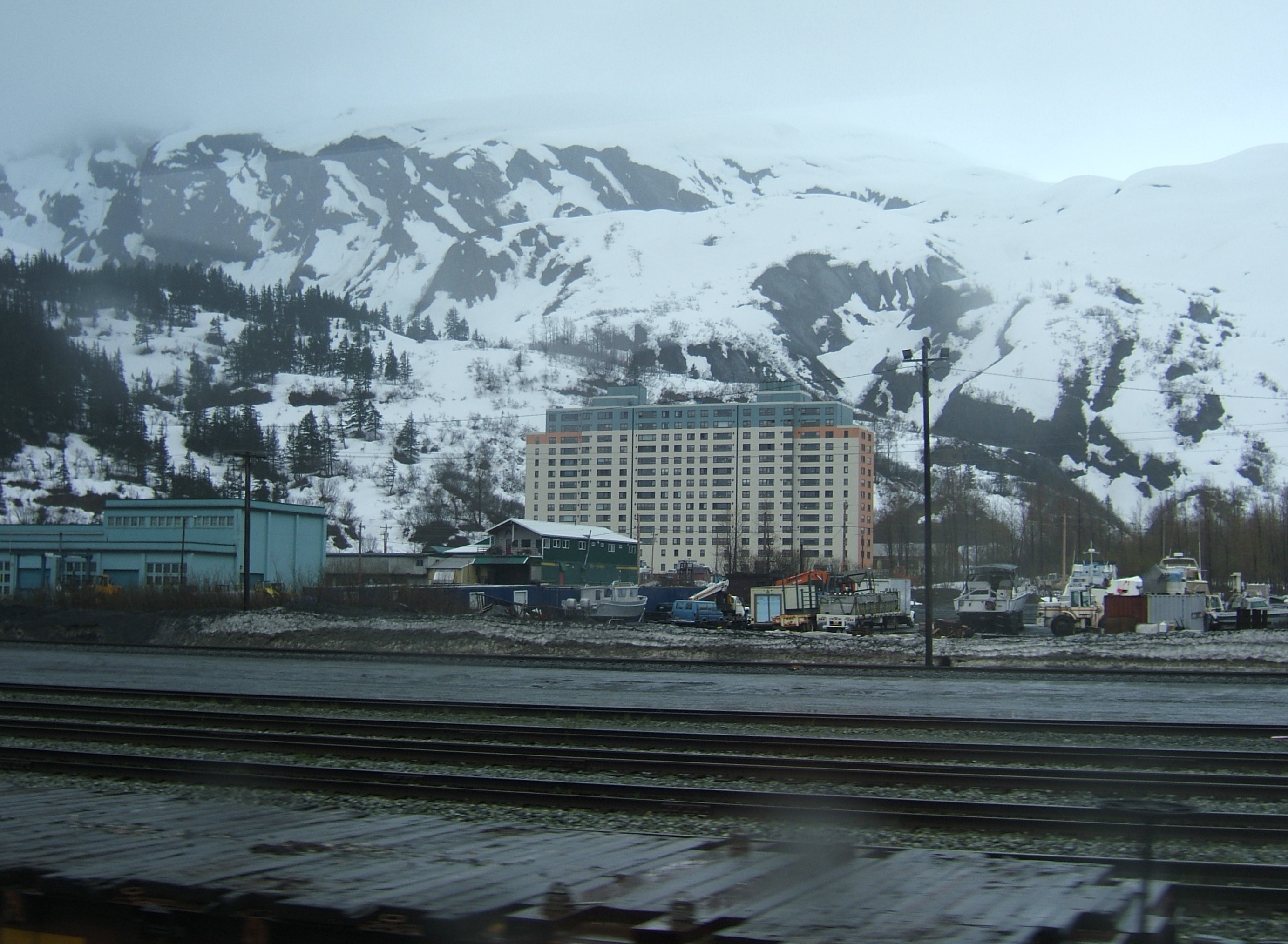
Pohled na město, uprostřed společná obytná budova

V budově bývalých kasáren Americké armády, kde bydlí většina obyvatelstva, se nachází také policejní stanice, škola, nemocnice, kostel, hotel, velká tělocvična a prádelna. Budova má 14 pater a nazývá se Begich Towers, čili Begichovy věže. Postavena byla v roce 1956. Díky vojenskému původu má široké chodby, které obyvatelům slouží jako ulice a především pro zimní období jako místa pro setkávání, kvůli tuhým zimním klimatickým podmínkám ve městě.

## Klima
V zimě panují ve městě drsné klimatické podmínky. Oblast překryje asi 180 cm vrstva sněhu a ledový vítr vane rychlostí v průměru 90 km/h.